# The Advocate
The Advocate – amerykański miesięcznik o tematyce LGBT wydawany od 1967 roku. Jest to najstarszy magazyn o tej tematyce wydawany w Stanach Zjednoczonych i jedyny magazyn skupiony na newsach istotnych dla tej społeczności wydawany na terenie całego kraju.

## Historia
Czasopismo było początkowo wydawane przez Dicka Michaelsa i Billa Randa z PRIDE – założonej w Los Angeles grupy działaczy na rzecz LGBT. Nosiło wówczas nazwę „The Los Angeles Advocate” i było newsletterem grupy, którego nakład wynosił 500 sztuk. PRIDE posiadał już wcześniej inny newsletter, ale „The Los Angeles Advocate” miało być jego ulepszoną wersją.  W 1968 roku Michaels i Rand wykupili coraz lepiej prosperujący „The Advocate” od grupy. W 1969 roku czasopismo przyjęło swoją obecną nazwę i zaczęto je dystrybuować na terenie całych Stanów Zjednoczonych. Tytuł początkowo traktował m.in. o męskiej modzie, gwiazdach, opisywał rozwój ruchu wyzwolenia gejów.
Do 1974 roku nakład każdego wydania osiągał 40 tys. egzemplarzy. W tym roku czasopismo zostało zakupione przez Davida Goodsteina – bankiera z San Francisco, którego wyrzucono z pracy, ponieważ był gejem. Pod kierownictwem Goodsteina „The Advocate” stał się czasopismem opisującym wszystkie wiadomości i wydarzenia ważne dla społeczności LGBT. Na początku lat 80., kiedy AIDS zaczął rozprzestrzeniać się coraz bardziej, czasopismo było krytykowane przez Larry'ego Kramera, działacza na rzecz walki z AIDS, za ignorowanie epidemii. W odpowiedzi tytuł zaczął poświęcać wiele uwagi chorobie i propagować bezpieczny seks. W 1985 roku Goodstein zmarł, a czasopismo zdawało się chylić powoli ku upadkowi. Jednakże na początku lat 90., kiedy marketingowcy w USA dostrzegli, że LGBT jest atrakcyjną grupą konsumentów, wiele firm zaczęło umieszczać w magazynie reklamy swoich produktów, co poprawiło sytuacje magazynu. Dzięki temu pomiędzy 1990 a 1992 rokiem dochód czasopisma niemal się podwoił, ale powstało również wiele konkurencyjnych tytułów.
Obecną formę czasopismo przyjęło w 1992 roku, kiedy zrezygnowano z umieszczania w nim osobistych ogłoszeń czytelników oraz erotycznych reklam i zastąpiono papier gazetowy błyszczącym. Zmiany te pozytywnie przyjęły lesbijki, które wcześniej postrzegały czasopismo jako skierowane bardziej w stronę gejów.